# Prêmio Erasmus
O Prêmio Erasmus é um prêmio concedido anualmente pela Praemium Erasmianum Foundation, uma organização sem fins lucrativos neerlandesa a indivíduos ou instituições que realizaram contribuições notáveis à cultura europeia, sociedade ou ciências sociais. A organização foi fundada em 23 de junho de 1958 pelo príncipe Bernardo de Lippe-Biesterfeld. O prêmio envolve uma quantia de €150.000.
Em 2015, o prêmio foi concedido à comunidade da enciclopédia colaborativa Wikipédia.

## Agraciados
Na lista de agraciados, figuram:

### Década de 1950
| Ano  | Foto            | Agraciado       | Nota |
| ---- | --------------- | --------------- | ---- |
| 1958 | povo da Áustria | povo da Áustria |      |
| 1959 | Robert Schuman  | Robert Schuman  |      |
| 1959 | Karl Jaspers    | Karl Jaspers    |      |

### Década de 1960
| Ano  | Foto                          | Agraciado                     | Nota |
| ---- | ----------------------------- | ----------------------------- | ---- |
| 1960 | Marc Chagall                  | Marc Chagall                  |      |
| 1960 | Oscar Kokoschka               | Oscar Kokoschka               |      |
| 1962 | Romano Guardini               | Romano Guardini               |      |
| 1963 | Martin Buber                  | Martin Buber                  |      |
| 1964 | União Acadêmica Internacional | União Acadêmica Internacional |      |
| 1965 | Charles Chaplin               | Charles Chaplin               |      |
| 1965 | Ingmar Bergman                | Ingmar Bergman                |      |
| 1966 | Herbert Read                  | Herbert Read                  |      |
| 1966 | René Huyghe                   | René Huyghe                   |      |
| 1967 | Jan Tinbergen                 | Jan Tinbergen                 |      |
| 1968 | Henry Moore                   | Henry Moore                   |      |
| 1969 | Gabriel Marcel                | Gabriel Marcel                |      |
| 1969 | Carl Friedrich von Weizsäcker | Carl Friedrich von Weizsäcker |      |

### Década de 1970
| Ano  | Foto                  | Agraciado | Nota |
| ---- | --------------------- | --- | ---- |
| 1970 | Hans Scharoun         | Hans Scharoun |      |
| 1971 |                       | Olivier Messiaen |      |
| 1972 | Jean Piaget           | Jean Piaget |      |
| 1973 | Claude Lévi-Strauss   | Claude Lévi-Strauss |      |
| 1974 | Ninette de Valois     | Ninette de Valois |      |
| 1974 | Maurice Béjart        | Maurice Béjart |      |
| 1975 | Ernst Gombrich        | Ernst Gombrich |      |
| 1975 | Willem Sandberg       | Willem Sandberg |      |
| 1976 | Amnesty International | Amnesty International |      |
| 1976 | René David            | René David |      |
| 1977 | Werner Kaegi          | Werner Kaegi |      |
| 1977 | Jean Monnet           | Jean Monnet |      |
| 1978 | Teatro de fantoches   | Tema teatro de fantoches - La Marionettistica dos irmãos Napoli - Ţăndărică de Margareta Niculescu - Théatre du Papier de Yves Joly - Bread and Puppet de Peter Schumann |      |
| 1979 | Die Zeit              | Die Zeit |      |
| 1979 | Neue Zürcher Zeitung  | Neue Zürcher Zeitung |      |

### Década de 1980
| Ano  | Foto                               | Agraciado                          | Nota |
| ---- | ---------------------------------- | ---------------------------------- | ---- |
| 1980 | tNikolaus Harnoncourt              | Nikolaus Harnoncourt               |      |
| 1980 | Gustav Leonhardt                   | Gustav Leonhardt                   |      |
| 1981 | Jean Prouvé                        | Jean Prouvé                        |      |
| 1982 | Edward Schillebeeckx               | Edward Schillebeeckx               |      |
| 1983 | Raymond Aron                       | Raymond Aron                       |      |
| 1983 | Isaiah Berlin                      | Isaiah Berlin                      |      |
| 1983 | Leszek Kołakowski                  | Leszek Kołakowski                  |      |
| 1983 | Marguerite Yourcenar               | Marguerite Yourcenar               |      |
| 1984 | Massimo Pallottino                 | Massimo Pallottino                 |      |
| 1985 | Paul Delouvrier                    | Paul Delouvrier                    |      |
| 1986 | Václav Havel                       | Václav Havel                       |      |
| 1987 | Alexander King                     | Alexander King                     |      |
| 1988 | Jacques Ledoux                     | Jacques Ledoux                     |      |
| 1989 | Comissão Internacional de Juristas | Comissão Internacional de Juristas |      |

### Década de 1990
| Ano  | Foto                      | Agraciado                 | Nota |
| ---- | ------------------------- | ------------------------- | ---- |
| 1990 | Sir Grahame Clark         | Sir Grahame Clark         |      |
| 1991 | Bernard Haitink           | Bernard Haitink           |      |
| 1992 | Archivo General de Indias | Archivo General de Indias |      |
| 1992 | Simon Wiesenthal          | Simon Wiesenthal          |      |
| 1993 | Peter Stein               | Peter Stein               |      |
| 1994 | Sigmar Polke              | Sigmar Polke              |      |
| 1995 | Renzo Piano               | Renzo Piano               |      |
| 1996 | William Hardy McNeill     | William Hardy McNeill     |      |
| 1997 | Jacques Delors            | Jacques Delors            |      |
| 1998 | Mauricio Kagel            | Mauricio Kagel            |      |
| 1998 | Peter Sellars             | Peter Sellars             |      |
| 1999 | Mary Robinson             | Mary Robinson             |      |

### Década de 2000
| Ano  | Foto                    | Agraciado               | Nota |
| ---- | ----------------------- | ----------------------- | --- |
| 2000 | Hans van Manen          | Hans van Manen          | |
| 2001 | Adam Michnik            | Adam Michnik            | |
| 2001 | Claudio Magris          | Claudio Magris          | |
| 2002 | Bernd and Hilla Beche   | Bernd and Hilla Becher  | |
| 2003 | Alan Davidson           | Alan Davidson           | |
| 2004 | Abdolkarim Soroush      | Abdolkarim Soroush      | |
| 2004 | Sadik Al-Azm            | Sadik Al-Azm            | |
| 2004 | Fatema Mernissi         | Fatema Mernissi         | |
| 2005 | Simon Schaffer          | Simon Schaffer          | |
| 2005 | Steven Shapin           | Steven Shapin           | |
| 2006 | Pierre Bernard          | Pierre Bernard          | |
| 2007 | Peter Forgacs           | Peter Forgacs           | |
| 2008 | Ian Buruma              | Ian Buruma              | |
| 2009 | Antonio Cassese         | Antonio Cassese         | |
| 2009 | Benjamin Ferencz        | Ben Ferencz             | |
| 2010 |                         | José Antonio Abreu      | |
| 2011 | Joan Busquets           | Joan Busquets           | |
| 2012 | Daniel Dennett          | Daniel Dennett          | |
| 2013 | Jürgen Habermas         | Jürgen Habermas         | |
| 2014 | Frie Leysen             | Frie Leysen             | Tema de "Teatro, audiência e sociedade" |
| 2015 | Comunidade da Wikipédia | Comunidade da Wikipédia | Por "promover a disseminação do conhecimento através de uma enciclopédia abrangente e universalmente acessível. Para conseguir isso, os fundadores da Wikipedia projetaram uma plataforma de nova e efetiva democracia . O prêmio reconhece especificamente a Wikipédia como uma comunidade - um projeto compartilhado que envolve dezenas de pessoas. milhares de voluntários em todo o mundo ". |
| 2016 | A. S. Byatt             | A. S. Byatt             | Por uma contribuição inspiradora para a escrita da vida |
| 2017 | Michèle Lamont          | Michèle Lamont          | "Por sua devotada contribuição à pesquisa em ciências sociais sobre a relação entre conhecimento, poder e diversidade" |
| 2018 |                         | Barbara Ehrenreich      | Por dar "uma voz a grupos que permaneceriam de outra forma sem serem ouvidos" |
| 2019 |                         | John Adams              | "Porque criou um novo idioma musical fundindo elementos do jazz, pop e música clássica" |